# دوره هیسه‌ای

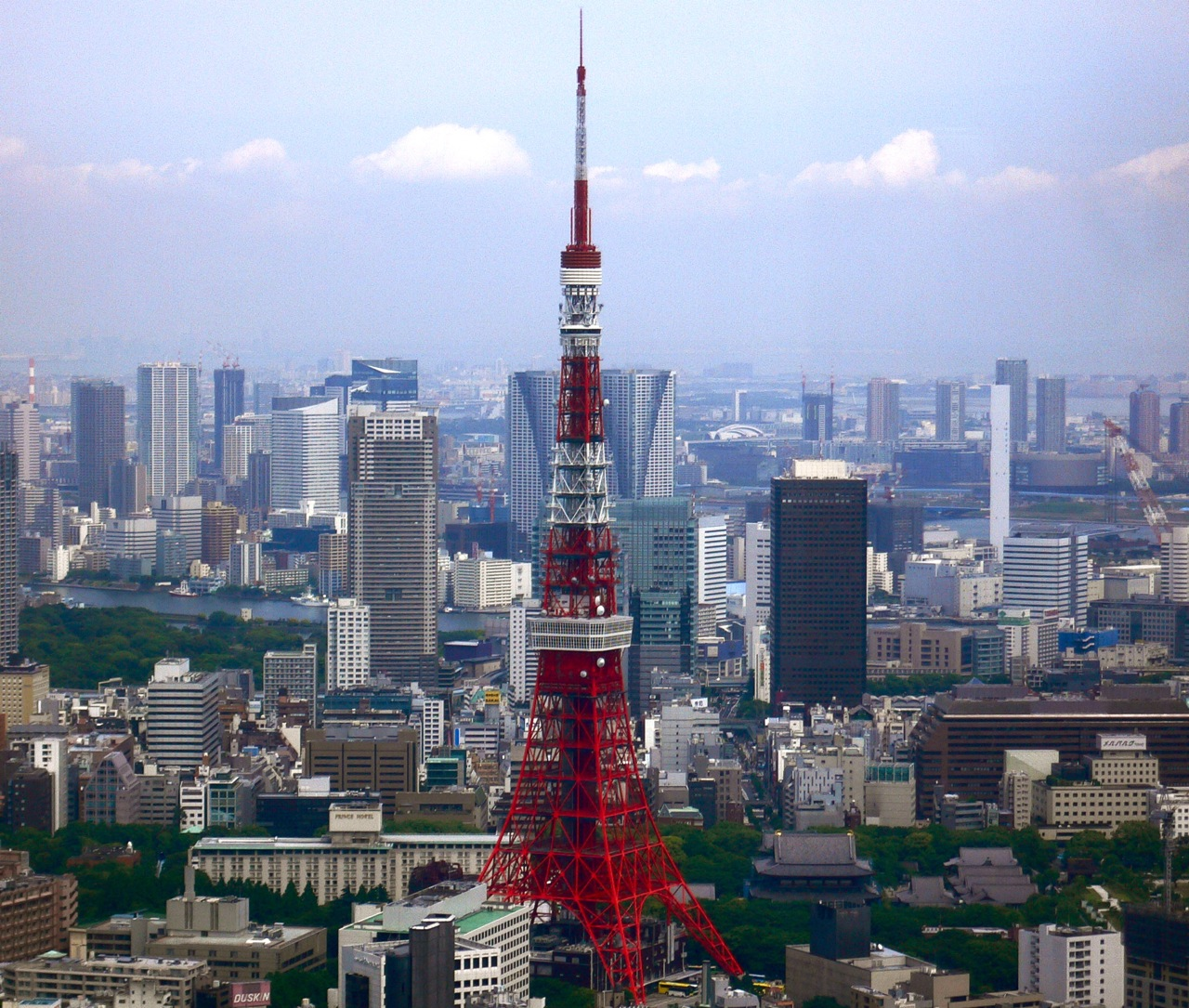
نمای شهر توکیو

دوره هِیسه‌ای (به ژاپنی: 平成, Heisei) نام دوران قبلی حکومت ژاپن است.

## آغاز دوره هیسه‌ای
دوره هیسه‌ای از ۸ ژانویه ۱۹۸۹، نخستین روز پس از مرگ امپراتور هیروهیتو آغاز شد و آکی‌هیتو پسر او به جانشینی رسید. بر طبق سنت‌های ژاپنی، امپراتور هیروهیتو پس از مرگش به امپراتور شووا تغییر نام داد. بر این اساس، سال ۱۹۸۹ تا هفتم ژانویه، برابر است با شصت و چهارمین سال شووا و از روز هشتم ژانویه، سال اول هِی‌سه‌ای آغاز می‌شود.

## استقلال دوباره
بعد از پایان جنگ و اشغال ژاپن از سوی نیروهای متفقین، گروهی از مسئولان حکومت، از جمله نخست‌وزیر دوران جنگ هیدکی توجو، در دادگاه توکیو محاکمه و به دار آویخته شدند. با این حال امپراتور و اعضای خانواده او به دادگاه فراخوانده نشدند. با آغاز جنگ کره و ورود به دوران جنگ سرد، ژاپن به متحدی پراهمیت برای آمریکا تبدیل شد. مجلس قانون‌گذاری این کشور شکل گرفت و قانون اساسی ژاپن در ۳ مه ۱۹۴۷ وارد مرحله اجرایی شد. ایالات متحده آمریکا و ۴۵ کشور هم‌پیمان او، در سپتامبر ۱۹۵۱ پیمان صلح با ژاپن را امضا کردند و این پیمان در ۲۰ مارس ۱۹۵۲ به تصویب مجلس سنای آمریکا رسید. بر اساس مفاد این پیمان، ژاپن در ۲۸ آوریل ۱۹۵۲ بار دیگر استقلال کامل خود را به دست آورد.

## سیاست و اقتصاد
بعد از یک رشته سازماندهی مجدد در حزب‌های سیاسی، حزب لیبرال دموکرات ژاپن، که حزبی محافظه‌کار است، و حزب سوسیال دموکرات با گرایش‌های چپ‌گرایانه در سال ۱۹۵۵ شکل گرفتند. نقشه سیاسی ژاپن تا اوایل دهه ۹۰ میلادی تغییر چندانی نکرد و ال‌دی‌پی بزرگترین حزب سیاسی در عرصه سیاست ملی بود.
سیاست‌مداران این حزب و دیوان‌سالاران دولتی بر سیاست‌های اقتصادی تمرکز کردند. ژاپن از دهه ۵۰ تا دهه ۸۰ میلادی، رشد سریعی را تجربه کرد و به یک قدرت اقتصادی عمده تبدیل شد. از این فرایند گاه به عنوان معجزه اقتصادی ژاپن در دوران بعد از جنگ یاد می‌شود. پس از جنگ کره، که طی آن ژاپن یکی از تدارک‌دهندگان اصلی نیروهای سازمان ملل بود، اقتصاد ژاپن رشدی برق‌آسا و طولانی را در بخش تولید آغاز کرد. این کشور در بسیاری از زمینه‌های اقتصادی همچون صنایع فولاد، خودرو و کالاهای الکترونیک به یک قدرت بزرگ جهانی مبدل شد. در سال ۱۹۸۹ ژاپن شاهد یکی از سریع‌ترین میزان‌های رشد اقتصادی در تاریخ خود بود. بالا رفتن قدرت ین و سودآور بودن آن در مبادلات دلاری، به اضافه پایین بودن میزان بهره سبب هجوم سرمایه‌گذاران شد. این موضوع باعث افزایش ۶۰ درصدی ارزش املاک در توکیو شد. در سال ۱۹۹۱ ارزش سهام ژاپن سقوط کرد و دوران اقتصاد حبابی ژاپن به پایان رسید. ژاپن هم‌اینک نیز پس از ایالات متحده آمریکا و چین، سومین اقتصاد بزرگ جهان است.

## پایان
دوره هیسه‌ای در روز ۳۰ آوریل سال ۲۰۱۹ با استعفای امپراتور آکی‌هیتو به پایان رسید و از روز بعد با بر تخت نشستن پسر ارشد آکی‌هیتو، دوره ریوا آغاز شد.